# Attiska talbeteckningssystemet
Det attiska talbeteckningssystemet, eller herodianska talbeteckningssystemet, var ett talsystem som användes i antikens Grekland ungefär fram till den hellenistiska periodens slut.

## Inledning
Under 800-talet f.Kr utvecklades det grekiska alfabetet. Under samma tid började grekerna använda ett nytt talsystem, det attiska (efter Attika) eller herodianska (efter Herodianos). Det är delvis baserat på talens begynnelsebokstäver.
Det attiska systemet var inte det första talsystem grekerna använde. Under den sena bronsåldern, fram till 1200-talet f.Kr, användes talsystemet i Linear B. Systemet upphörde att användas när det joniska talbeteckningssystemet kom i allmänt bruk under 200-talet f.Kr.

## Struktur
Systemet påminner i sin struktur om romerska siffror. Liksom det tidigare system som använts av grekerna, är det ett enhetssystem, med tecken som representerar vissa grundtal. Talen bildas genom att man staplar tecknen på varandra tills de tillsammans utgör summan av det givna talet. En viktig skillnad i jämförelse med romerska siffror är man aldrig kan dra ifrån några tal. Exempelvis kunde romarna skriva talet nio som IX, vilket skulle tolkas som I draget från X (9 = 10 - 1). Grekerna adderade alltid talen, så nio kunde endast skrivas som ΠΙΙΙΙ (9 = 5+1+1+1+1).
De tecken som ingick i systemet redovisas i tabellen nedan. Namnen i äldre grekiska, som användes under perioden, står i versaler för vissa tal. De klassiska grekiska namnen står inom parentes.
| Tecken | Värde  | Grekiskt namn                    | Kommentar |
| ------ | ------ | -------------------------------- | --- |
|        | 1      | (εἷς, μία, ἕν), heis, mia, hen   | Ett vertikalt streck för att beteckna talet ett användes även i det äldre talsystemet, och innan dess i de egyptiska hieroglyferna. Det användes senare även av etruskerna och för de romerska siffrorna, för att nu inte nämna våra egna arabiska siffror. |
|        | 5      | ΠΕΝΤΕ (πέντε), pente             | Symbolen är en äldre variant av Π (pi), som är begynnelsebokstav i pente. |
|        | 10     | ΔΕΚΑ (δέκα), deka                | Delta är begynnelsebokstav i deka. |
|        | 50     | (πεντήκοντα), pentekonta         | Symbolen för 5 med symbolen för 10 upphöjt inom sig. Ungefär som ΠΔ, motsvarande 5×10. |
|        | 100    | ΗΕΚΑΤΟΝ (ἑκατόν), hekaton        | Eta var begynnelsebokstav i hekaton i äldre grekiska. |
|        | 500    | (πεντᾰκόσιοι), pentakosioi       | 5×100. |
|        | 1 000  | ΧΙΛΙΟΙ (χίλιοι), kilioi          | Chi är begynnelsebokstav i kilioi. I äldre grekiska uttalades det [kʰilioi]. |
|        | 5 000  | (πεντάκισχίλιοι), pentakiskilioi | 5×1 000. |
|        | 10 000 | ΜΥΡΙΟΙ (μύριοι), myrioi          | My är begynnelsebokstav i myrioi. |
|        | 50 000 | (πεντάκισμύριοι), pentakismyrioi | 5×10 000. |
Enheter skrevs också in i symbolerna, inte efter talen som vi gör idag. Talet tolv (ΔΙΙ) såg annorlunda ut än symbolerna ovan för exempelvis både talenter (ΔΤΤ, ettan ser ut som Tau) och drachmer (ΔⱵⱵ, ettan ser ut som ett halvt Eta). Liksom tidigare användes mindre enheter snarare än rationella tal, men speciella symboler fanns för andelar av mynt.

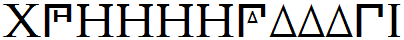
Talet 1986 skrivet med herodianska siffror.

Det attiska talbeteckningssystemet försvann när det joniska talbeteckningssystemet kom i allmänt bruk, under 200-talet f.Kr.

## Attiska siffror i Unicode
I Unicode finns det stöd för attiska siffror. Då delar av dem ligger utanför basplanet (BMP) är det inte säkert att tecknen kan visas på datorer ändå. Det är dessutom inte särskilt många fonter som stöder dem än så länge. 
Länken går till en PDF-fil, som visar vilka tecken som ingår, på Unicodes hemsida.
| Attiska talbeteckningssystemet | 10140-1018F 0370-03FF | Ancient Greek Numbers Greek and Coptic | Symboler används från två block, där Ι, Δ, Η, Χ och Μ ligger i blocket Greek and Coptic. |

### Webbkällor
- Nicholas, Nick (9 april 2005) (på engelska) (HTML). Numerals. Irvine: Thesaurus Linguae Graecae, University of California. http://attalus.tlg.uci.edu/~opoudjis/unicode/numerals.html. Läst 2 juli 2008[död länk][1]
- Nicholas, Nick (18 januari 2004) (på engelska) (HTML). Non-Attic Letters. Irvine: Thesaurus Linguae Graecae, University of California. Arkiverad från originalet den 19 juli 2008. https://web.archive.org/web/20080719010806/http://attalus.tlg.uci.edu/~opoudjis/unicode/nonattic.html. Läst 2 juli 2008[1]
- O'Connor, J J; E F Robertson (januari 2001) (på engelska) (HTML). Greek number systems. St. Andrews, Skottland: School of Mathematics and Statistics, University of St. Andrews. http://www-history.mcs.st-andrews.ac.uk/HistTopics/Greek_numbers.html. Läst 2 juli 2008